# Silo
För andra betydelser, se Silo (olika betydelser).

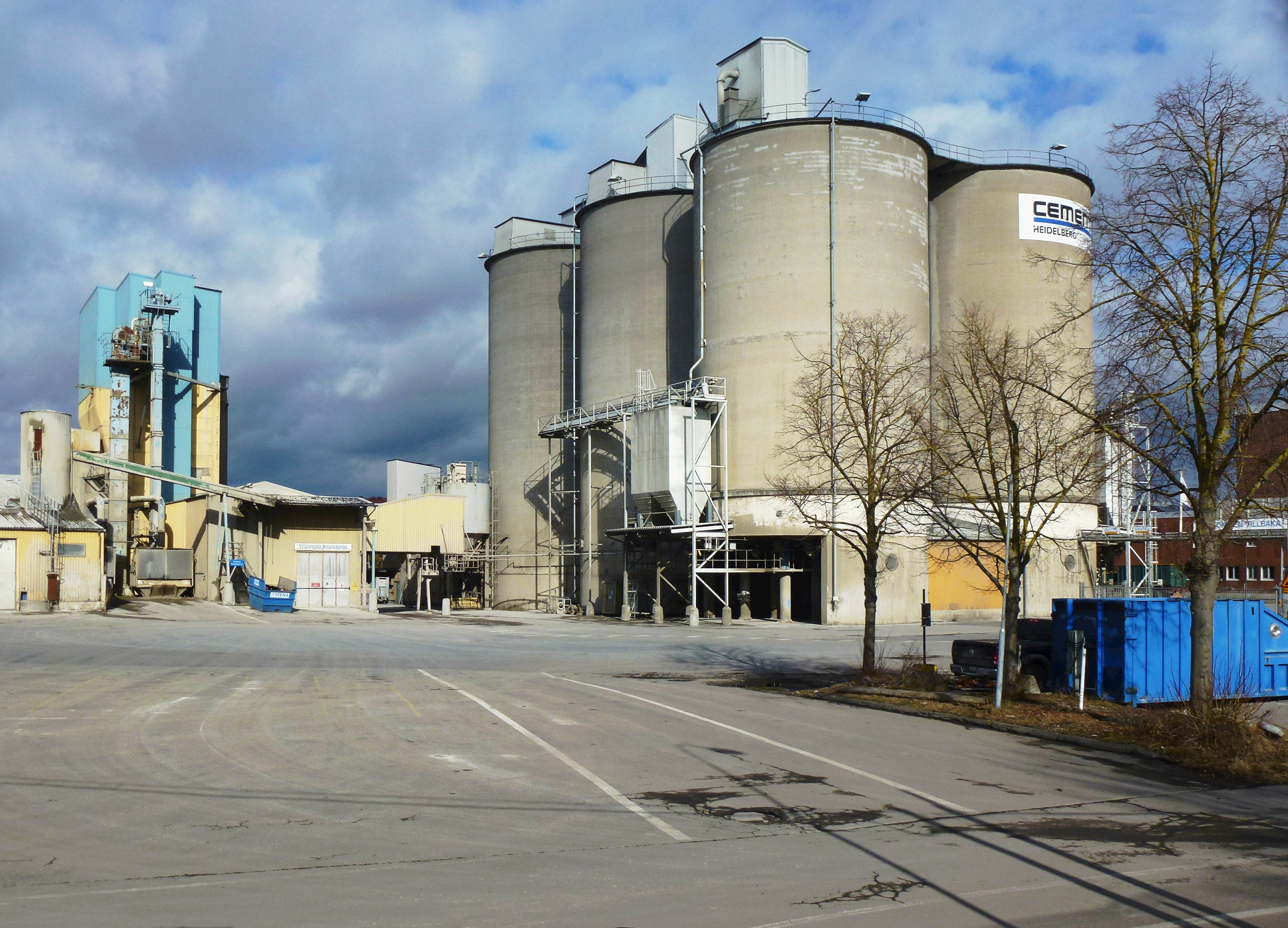
Cementsilo på Cementa, Liljeholmen.

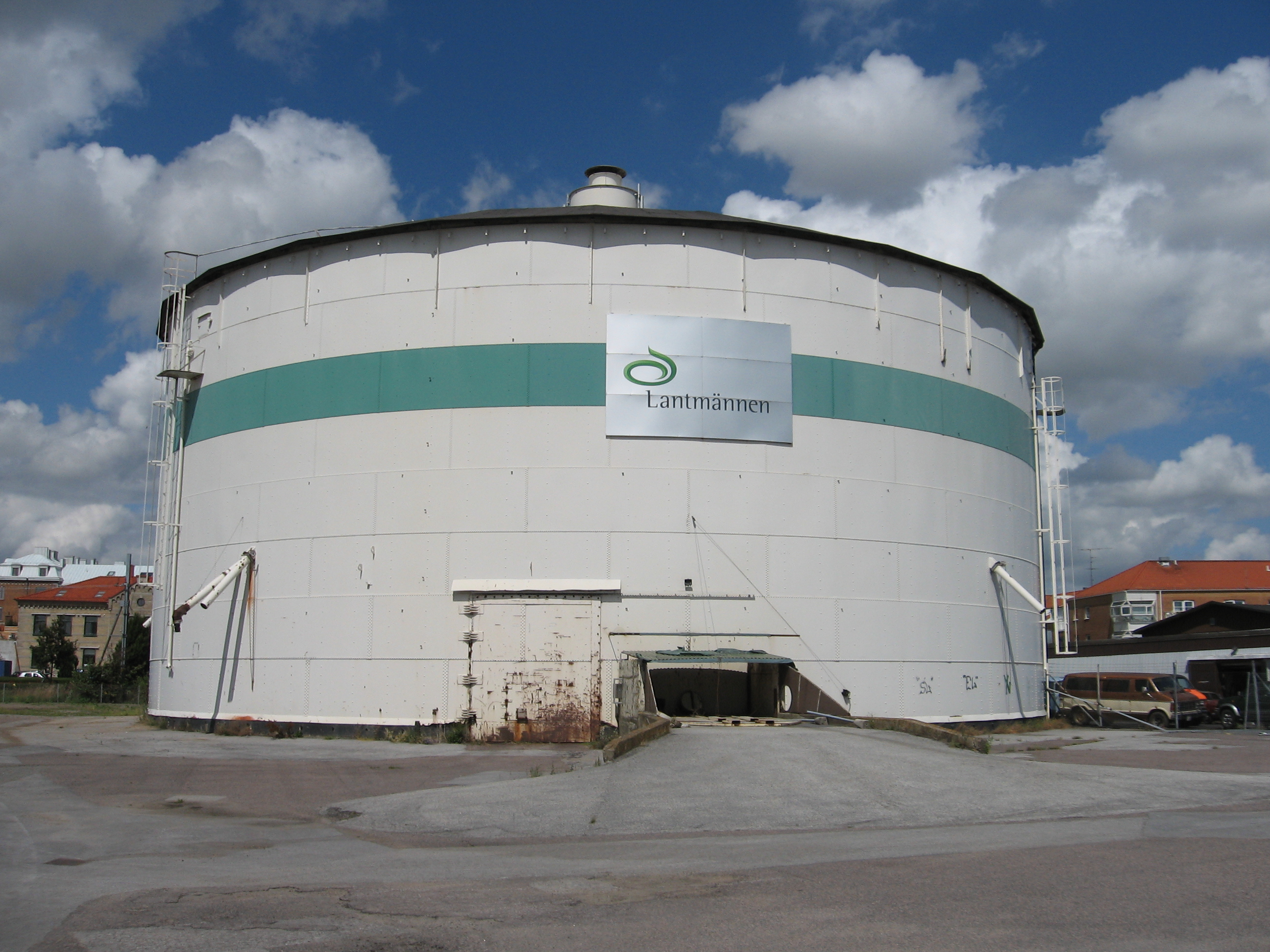
Råsockersilo av Weibulls konstruktion från 1930-talet i Ystads hamn

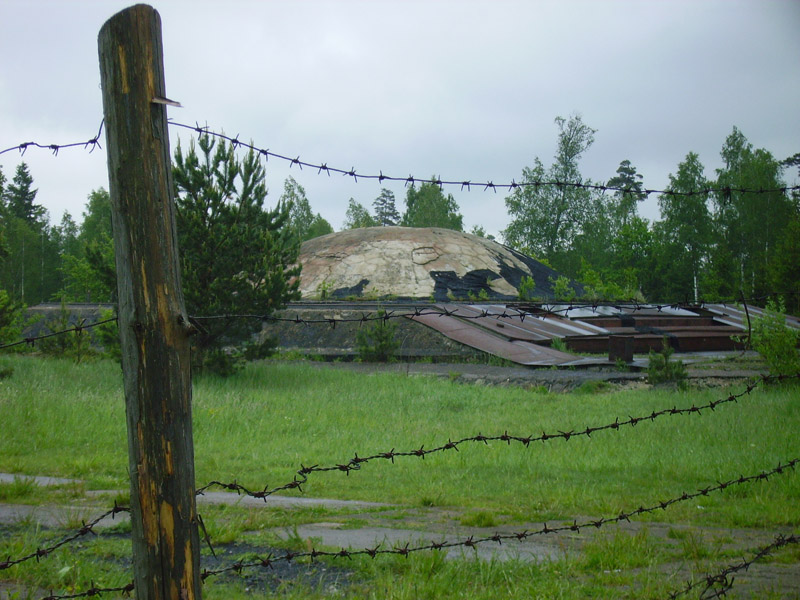
Lock som täcker Sovjets första missilsilo, i bruk 1962-74. Plokstines-Dišlių Miškai, Litauen

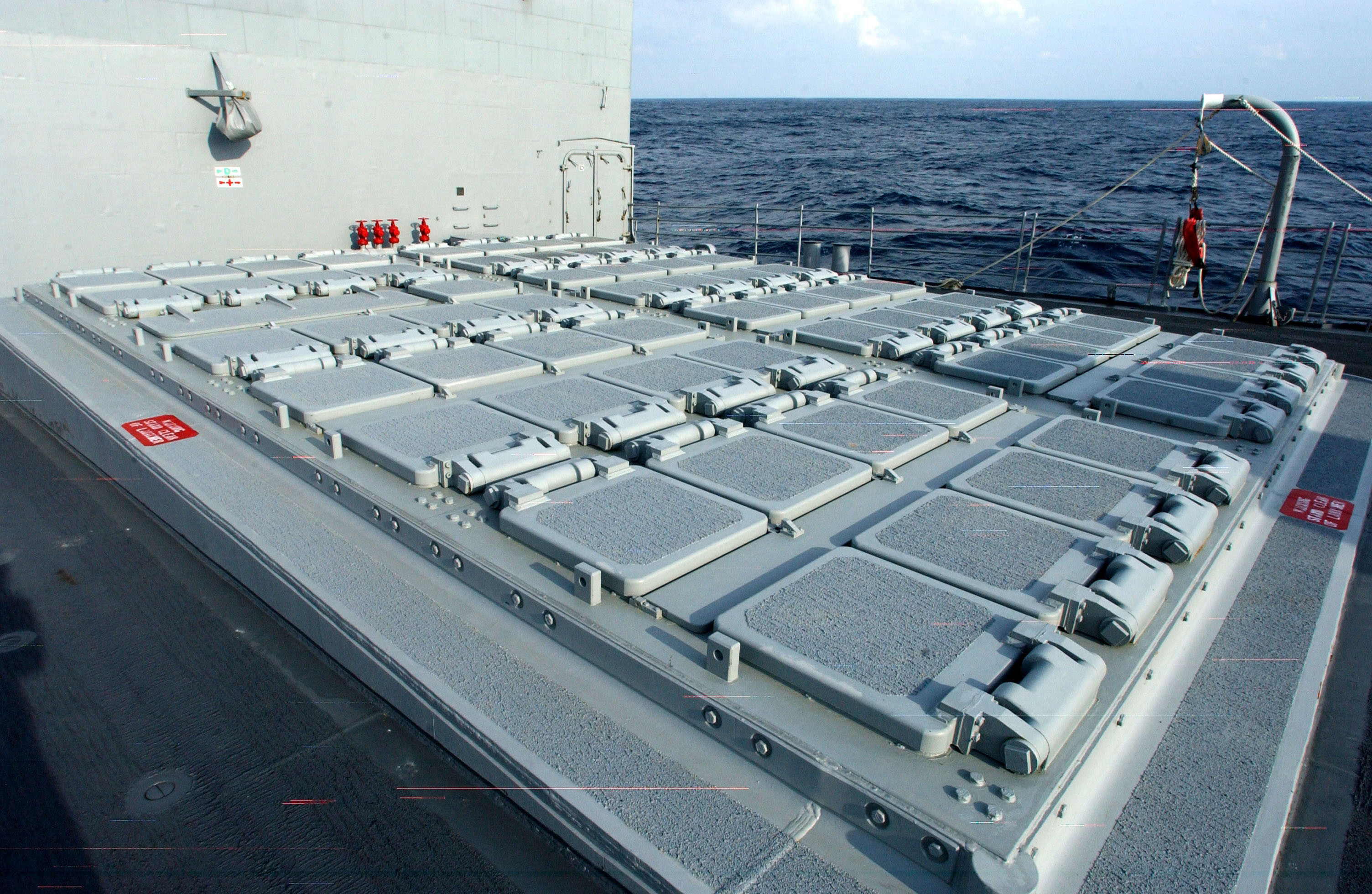
Ovansidan på internt monterade silos för Tomahawk på USS San Jacinto

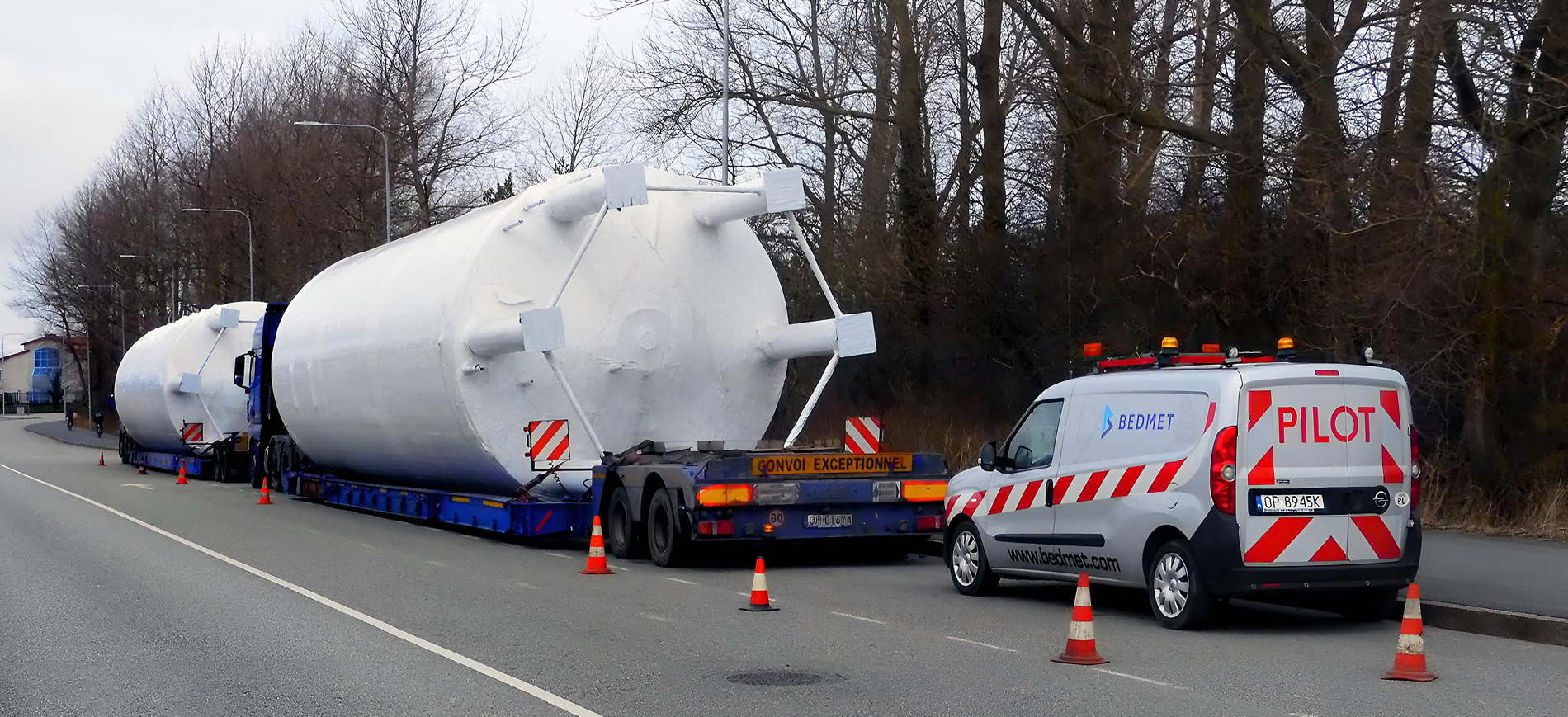
Transport med specialfordon av två silos i Ystad.

En silo  (plural silor) är en förvaringsbyggnad konstruerad som en enda stor behållare. Silor används för att förvara bulklast som lätt kan hällas in och ut, såsom säd, socker, djurfoder och cement. Byggnadstypen lämpar sig även för förvaring av raketer, men raketsilor för militärt bruk är underjordiska eller inbyggda i en båts skrov för att skydda raketen, endast locket sticker upp.
Äldre spannmålsmagasin och lagerhus, där säden förvarades i säckar eller bingar, började under slutet av 1800-talet att ersättas av silor. Stordriftfördelar gjorde att man provade nya byggnadsmaterial. Den första glidformsgjutna betongsilon i Sverige byggdes 1956 i Vadstena, ritad av Norrköpings stadsarkitekt Kurt von Schmalensee.
Fram till 1980-talet byggdes i Sverige (och Norden) mest stora silor i betong. Flera sammanfogade silotorn kallas för silobatteri. Anledningen till denna typ av konstruktion är att hållfastheten för en så hög byggnad blir bättre. På silobatteriets så kallade mellangolv finns inspektionsluckor och här mynnar de transportanordningar som fyller på silocellerna ut.

## Operation Blåljus
Numera har många av de stora anläggningarna i Sverige som ägdes av Lantmännen lagts ner av besparingsskäl. Detta skedde inom "Operation Blåljus", som syftade till att öka intäkterna för koncernen och bland annat kunna ge lantbrukarna mer betalt.. En del anläggningar såldes till privata intressenter som drev verksamheten vidare . Många gårdar har egna silotorn. När bönderna senare ökade sin odling och priserna på marknaden ökade valde Lantmännen att spara vissa anläggningar i egen regi . Dock valde många lantbrukare ändå att lägga ner sin verksamhet eller bygga egna anläggningar eftersom det blev för långt till Lantmännens mottagningsplatser .
Med en egen silo och spannmålstork, kan man behålla en del av spannmålen på gården och själv välja när man ska sälja. Man är inte tvungen att sälja allt direkt vid skörd.

## Konstruktion och lagring

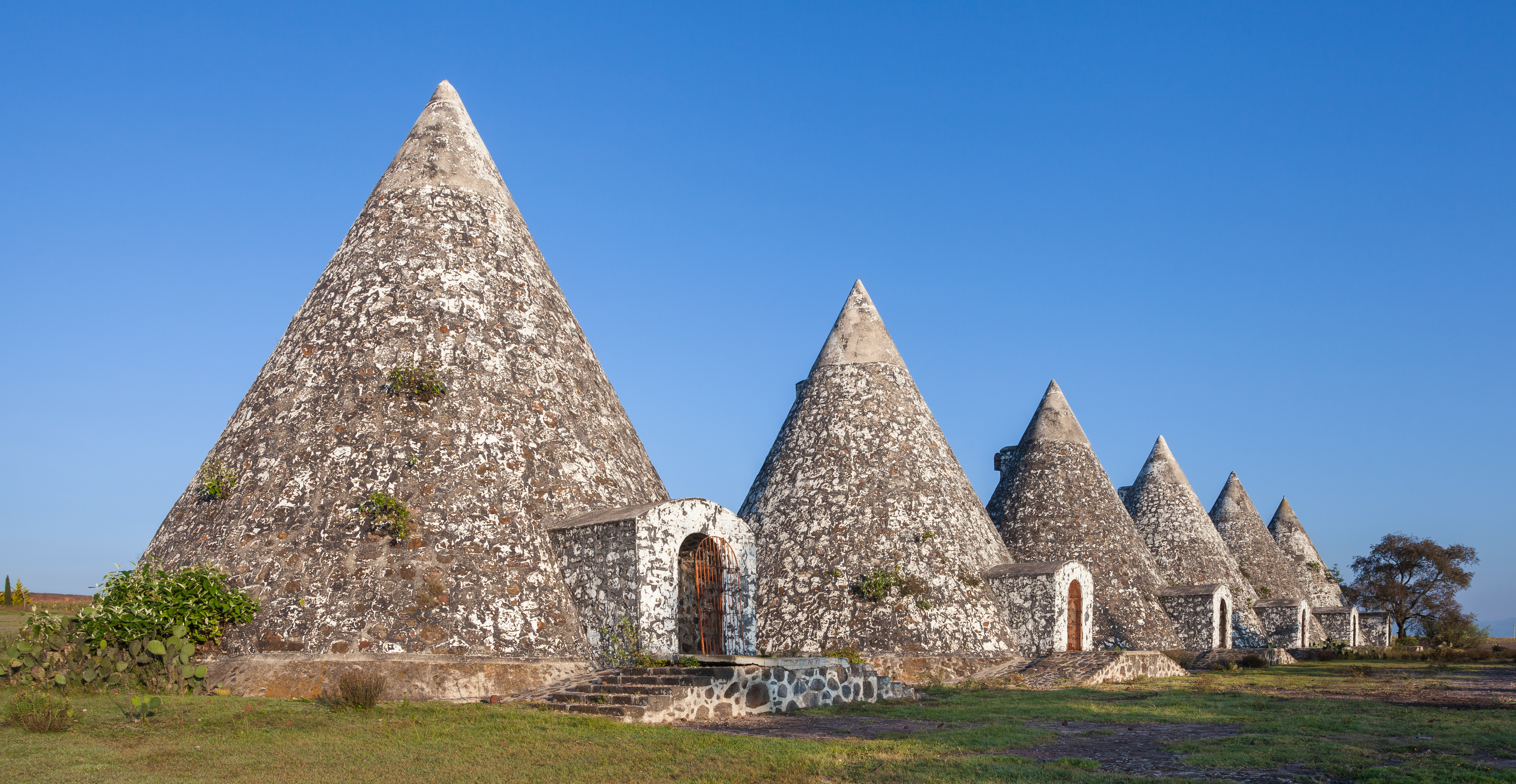
Murade silor i Mexiko.

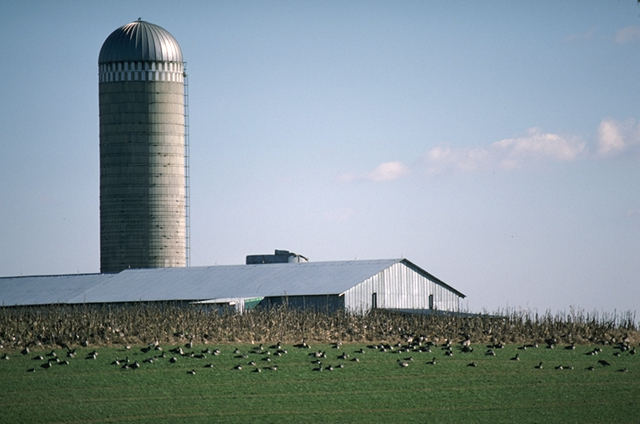
Stålsilo

År 2009 byggs nästan uteslutande stålsilor för spannmålslagring. Väggen i en stålsilo är av profilerad stålplåt. Silon levereras normalt som platt paket, och byggs på platsen. 
För lagring av foder, till exempel för kycklingar, används ofta silor av glasfiber. Foder lagras ofta endast kortare perioder på gården, därför är glasfibersilon oftast betydligt mindre än stålsilon.

## Temperaturövervakning
Oavsett silotyp är det viktigt att övervaka den lagrade produkten vid längre än sex månaders lagringstid. Våren, då utomhustemperaturen stiger efter vintern och solen börjar värma, är en känslig tid. En enkel plåtvägg värms upp på ett helt annat sätt än en kraftig betongvägg; detta torde göra lagringsmiljön i en plåtkonstruktion mer känslig för påverkan av sol, väder och vind. 
Eftersom allt biologiskt liv och aktivitet skapar mer eller mindre värme kan de flesta problem detekteras med temperatursensorer. I en hög cylindrisk silo hänger man in linor med sensorer från taket eller från balkar under taket. Dessa mätlinor är försedda med flera sensorer och på så vis kan temperaturen inne i den lagrade produkten mätas och temperaturen kan kontrolleras från ett kontrollrum eller liknande, även om mängden produkt ökar eller minskar.

## Vattenhalt
Man vill normalt undvika att blanda spannmål med olika vattenhalt i samma lagringssilo. Därför finns det intagsgivare, en sensor monterad i tippgropen som ger operatören en ungefärlig vattenhalt på det parti spannmål som just tippats. Operatören kan då välja om partiet ska gå direkt till den ena eller andra silon, eller först till spannmålstork.

## Säkerhet vid arbete
Stor försiktighet bör iakttagas när man ger sig in i en silo. Går man in i en tom silo för att göra rent mellan säsongerna bör andningsskydd användas.
Mögel / mögelsporer finns överallt, finns det också tillgång till vatten kan tillväxten starta.
All öppen eld och rökning är förbjuden på grund av explosions- och brandrisken.
I en helt eller delvis fylld silo kan det finnas håligheter i lagervaran. Dessa kaviteter kan rasa ihop när någon rör sig på ytan av produkten. Risken för ras är störst om man redan har tömt ut en del av spannmålen. Räddningsaktioner är svåra och därför skall silor hållas låsta.

## ATEX
All elektrisk utrustning i en silo ska vara godkänd enligt EU:s ATEX-direktiv avseende explosionsfara i dammbemängd miljö. Man delar in olika platser i en siloanläggning i olika zoner, inne i lagringsutrymmet i silon är det zon 20. Ovan mellangolvet i en betongsilo är det zon 21, alltså en zon som anses något mindre farlig, än zon 20.

## Antennmaster
I nyare tid är siloanläggningarnas tak populära platser för att sätta upp antennmaster för mobiltelefoni. Detta kan ge vissa extra inkomster och tack vare höjden ger en montering på en silo god täckning i omgivningen.